# Tell Me Everything
Tell Me Everything est une série télévisée dramatique britannique, créée et co-écrite par Mark O'Sullivan et lancée le 8 décembre 2022 sur ITVX (en) et devrait être diffusé sur ITV2 à une date ultérieure.

## Distribution

### Acteurs principaux
- Eden H Davies : Jonny Murphy
- Spike Fearn : Louis Green
- Lauryn Ajufo : Neve
- Callina Liang : Mei
- Tessa Lucille : Regan Cullen
- Carla Woodcock (en) : Zia

### Acteurs récurrents
- Aidan McArdle : John, le père de Jonny
- Clare Calbraith : Ann, la mère de Jonny
- Mark Quartley : le frère de Jonny
- Nigel Harman (en): Gareth, le beau-père de Louis
- Sobowale Antonio Bamgbose : Ademola, le père de Neve
- Efé Agwele : Timmi, la sœur de Neve
- Momo Yeung : la mère de Mei
- Dan Li : Shen, le beau-père de Mei
- Christopher Goh : le père génétique de Mei
- Anthony J. Abraham : Marcus
- Dario Coates (en) : « Ananas », le dealeur du coin
- Emily Lloyd-Saini (en) : Lorna
- Bobby Lockwood : Brett
- Anna Mawn : Sarah
- Paola Dionisotti (en) : Susan, la grand-mère de Regan
- Juliette Alexandra : Jaz
- Ethan Roberts : Kyle

## Production

### Casting
L'équipe de production a déclaré que pendant le processus de casting, elle s'était concentrée sur le casting d'acteurs jeunes et en devenir.

## Épisodes
Les épisodes, sans titres, sont numérotés de un à six.